# Dominic Auger
Dominic Auger (* 12. Januar 1977 in Montmagny, Québec) ist ein deutsch-kanadischer Eishockeyspieler, der seit 2018 beim EHC Königsbrunn in der Bayernliga unter Vertrag steht.

## Karriere
Dominic Auger begann seine Karriere im Team der Princeton University, für die er im Spielbetrieb der NCAA auf dem Eis stand. 1997 wechselte der Verteidiger zu den Remparts de Québec in die kanadische Juniorenliga QMJHL, die er nach einer Spielzeit in Richtung St. Francis Xavier University verließ, wo der Linksschütze sein Studium beendete und zugleich in der kanadischen Collegesportorganisation CIAU, der heutigen CIS, spielte. Im Jahr 2001 unterschrieb Auger einen Vertrag beim ESV Kaufbeuren aus der deutschen Oberliga, mit denen er noch in seiner ersten Spielzeit in die 2. Bundesliga aufstieg. Insgesamt spielte der Kanadier fünf Jahre in Kaufbeuren, bis er zur Spielzeit 2006/07 zum Schwenninger ERC wechselte und dort in zwei Spielzeiten 100 Partien bestritt.
Mit dem Wiederaufstieg der Kassel Huskies in die Deutsche Eishockey Liga zur Saison 2008/09 unterschrieb Auger bei den Nordhessen einen Einjahresvertrag, wechselte aber am 29. Dezember 2009 zum EHC München in die 2. Eishockey-Bundesliga. Diesen verließ er jedoch zum Saisonende zu den in die gleiche Liga aufgestiegenen Starbulls Rosenheim, wo er die Schlittschuhe bis zur Saison 2013/14 schnürte, zwei Saisons lang sogar als Assistenzkapitän. Zur Saison 2014/15 unterschrieb der gebürtige Kanadier einen Vertrag bei den Bietigheim Steelers, die wie die Starbulls in der DEL2 auflaufen. Mit den Steelers gewann er 2015 und 2018 die DEL2-Meisterschaft, ehe er im Juli 2018 seine Profikarriere beendete und als Amateur für den EHC Königsbrunn auflief.

### Inline-Skaterhockey
Auger spielte während der Eishockeypause im Sommer von 2007 bis 2010 Inline-Skaterhockey für die Spaichingen Badgers. Nachdem er nach Rosenheim gewechselt hatte, beendete er sein Engagement bei den Badgers, die seither seine Trikotnummer 12 nicht mehr vergeben.

## Karrierestatistik
(Legende zur Spielerstatistik: Sp oder GP = absolvierte Spiele; T oder G = erzielte Tore; V oder A = erzielte Assists; Pkt oder Pts = erzielte Scorerpunkte; SM oder PIM = erhaltene Strafminuten; +/− = Plus/Minus-Bilanz; PP = erzielte Überzahltore; SH = erzielte Unterzahltore; GW = erzielte Siegtore; 1 Play-downs/Relegation; Kursiv: Statistik nicht vollständig)